# Alberte Sadouillet-Perrin
Alberte Sadouillet-Perrin, ou Alberte Sadouillet, est une journaliste, écrivaine et historienne du Périgord, née à Saint-Cyprien le 17 juillet 1899, et morte à Sarlat-la-Canéda le 28 mars 1999.

## Biographie
Alberte Sadouillet est issue d'une famille d'agriculteurs et son père est le directeur de l'entrepôt des tabacs de Saint-Cyprien. Elle épouse en 1924 Roger Perrin, un jeune militaire rencontré en Algérie, où elle avait rejoint sa sœur. En 1941, le capitaine Perrin est nommé au service cinématographique de l'armée à Alger. Elle suit son mari à Alger avec ses trois enfants. Le capitaine Perrin participe aux combats contre les forces de l'Allemagne nazie durant la Campagne de Tunisie, puis lors de la Libération de la Corse. Il contribue à la Libération de la France avec la 1re armée commandée par le général Jean de Lattre de Tassigny. Il est tué dans les environs de Lons-le-Saulnier.
Restée seule à Alger avec ses trois enfants, dans une vie de garnison, elle va s'adonner à l'écriture d'articles, d'un projet de roman et de contes pour enfants. Elle commence une carrière de journaliste en 1944, introduite par des amis à l'Écho d'Alger. Elle entre à la préfecture comme auxiliaire au Service des réquisitions des logements. Cette occupation lui a donné la matière de son premier roman, Les Mémoires d'une auxiliaire.
En plus de l'écriture d'articles pour les journaux d'Alger sur l'agriculture, les grands travaux, art et l'artisanat local, elle est secrétaire de l'Union Féminine Civique où elle rencontre une figure de la Résistance, Yvonne Pagniez.
Elle reste attachée à l'Algérie française et croit que les oppositions entre Européens et autochtones disparaitront grâce à la mise en œuvre du Plan de Constantine.
Elle retourne en France pour des raisons familiales en 1961. Elle cesse de parler de l'Algérie qu'elle appelait la Nouvelle France.
Retournée à Saint-Cyprien, elle a rédigée plusieurs livres sur le Périgord, en particulier le Sarladais. Adhérente de la Société historique et archéologique du Périgord depuis 1964, elle en devient vice-présidente. Elle participe à des émissions sur Radio-France Périgord sur le patrimoine historique de la Dordogne.
Sa famille a mis en dépôt à la bibliothèque de la Société historique et archéologique du Périgord, en 2000, de nombreux documents rassemblés au cours de son travail d'historienne.

## Publications
- Contez-moi des histoires nouvelles, Office central d'éditions, 1944 (ill. Rayds)
- Les Mémoires d'une auxiliaire, Office central éditions, 1945
- En Algérie au fil du drame, éditions Baconnier, 1956
- Les captives du Banel, illustration : Hugues Ghiglia, Collection La Frégate, no 115, Maison de la Bonne Presse, 1956
- Cantegrel. Roman périgourdin, éditions Ol Canto, 1969
- La Dame de Fages, imprimerie périgourdine, 1972
- À la botte rouge, imprimerie périgourdine, 1974
- Jean Rey : un médecin chez les maîtres de forges du Périgord, Fanlac, 1976
- Sombres histoires du Périgord noir, Fanlac, 1974 (photos de René Delmas)
- En Périgord : histoires en marge de l'histoire, Fanlac, 1977
- Périgueux de A à Z, Fanlac, 1978 (préface de Jean Secret)
- En Périgord de longue mémoire, Fanlac, 1979
- Châteaux en Périgord noir, Fanlac, 1980 (photos Jean Secret et René Delmas)
- Notaire, maire et forçat, Éditions ol Contou, 1981
- La Mystérieuse dame de Nontron, Médiapress, 1982
- Dans la mémoire du Périgord : de la légende à l'histoire, Fanlac, 1984
- Pèlerinages en Périgord, Fanlac, 1985 (ill. de Paul Laparre)
- Grands procès en Périgord 1612-1775, Médiapress, 1987
- Saint-Cyprien : sa plaine, ses coteaux, éditions du Roc de Bourzac, 1987
- En Périgord, destins parallèles : cinq parmi d'autres, Fanlac, 1992
- Mémoires d'une centenaire : en Périgord sarladais, éditions du Roc de Bourzac, 1998

### Algeria
- Alberte Sadouillet, « Le témoignage de Robert Randau, écrivain et homme d'action », Algéria, no 20,‎ janvier-février 1951, p. 13

### Bulletin de la Société historique et archéologique du Périgord
- Alberte Sadouillet-Perrin, « Quand l'évêque de Périgueux siégeait à Angoulême ou le temps des incertitudes », Bulletin de la Société historique et archéologique du Périgord, t. 112, no 1,‎ 1985, p. 15-50 (lire en ligne)
- Alberte Sadouillet-Perrin, « De Joseph Château, curé de Creyssac, à la romancière Marcelle Tinayre », Bulletin de la Société historique et archéologique du Périgord, t. 126, no 4,‎ 1999, p. 757-763 (lire en ligne)

## Hommage
La municipalité de Saint-Cyprien a donné son nom à la bibliothèque municipale : Bibliothèque municipale « Alberte Sadouillet-Perrin ».